# Oswaldo Montenegro
Pour les articles homonymes, voir Oswaldo et Montenegro.
Oswaldo Viveiros Montenegro, née le 15 mars 1956 à Rio de Janeiro, est un musicien brésilien qui a également une carrière dans l'audiovisuel.

## Biographie
Oswaldo Montenegro est marié à l'actrice brésilienne Paloma Duarte (en).

## Filmographie

### Comme scénariste
- 2010 : Leo e Bia
- 2013 : Close (court métrage)
- 2013 : Solidões
- 2016 : O Perfume da Memória
- 2018 : The Key to Enchanted Valley

### Comme compositeur
- 2006 : Mauro Shampoo: Soccer Player, Hairdresser and Macho (court métrage documentaire)
- 2010 : Leo e Bia
- 2013 : Close (court métrage)
- 2013 : Solidões
- 2016 : O Perfume da Memória
- 2018 : The Key to Enchanted Valley

### Comme réalisateur
- 2010 : Leo e Bia
- 2013 : Close (court métrage)
- 2013 : Solidões
- 2016 : O Perfume da Memória
- 2018 : The Key to Enchanted Valley

### Bande sonore
- 2006 : Savage (série télévisée) ("Do muito e do pouco")
- 2007 : Ways of the Heart (série télévisée) ("Sexo")
- 2008 : The Mutants: Ways of the Heart (série télévisée) ("Sexo")
- 2017 : Edge of Desire (série télévisée) ("De Toda Cor")

### Comme acteur
- 2013 : Solidões : Demônio
- 2016 : O Perfume da Memória (voix)

### Comme monteur
- 2013 : Solidões
- 2018 : The Key to Enchanted Valley

### Comme producteur
- 2013 : Close (court métrage)
- 2018 : The Key to Enchanted Valley